# Дамјан Крајишник
Дамјан Крајишник (Бијељина, 24. априла 1997) српски је фудбалер који тренутно наступа за Радник из Бијељине.

## Трофеји, награде и признања

### Екипно
Звијезда 09
- Прва лига Републике Српске: 2017/18.[6]